# Cinemateca de Jerusalén
La Cinemateca de Jerusalén (en hebreo: סינמטק ירושלים) es un archivo de cine y cinemateca en Jerusalén, en el país asiático de Israel. La Cinemateca de Jerusalén fue fundada en 1973 por Lia van Leer. Estaba ubicada originalmente en Beit Agron en el centro de Jerusalén. Un nuevo edificio con vistas a las murallas de la Ciudad Vieja, cerca del valle de Hinnom, fue inaugurado en 1981 con el apoyo financiero de la Fundación Familia Ostrovsky, la Fundación Jerusalén, la Fundación Van Leer, y donantes privados. Además de salas de proyección, la Cinemateca alberga el Archivo de Cine de Israel, un archivo de películas de la década de 1920 hasta la actualidad, entre otros elementos.